# Kristjan Palusalu
Kristjan Palusalu (Saulepi, Pärnumaa, 10 de março de 1908 — Tallinn, 17 de julho de 1987) foi um lutador de luta livre/luta greco-romana estoniano.

## Carreira
Foi vencedor das medalhas de ouro na categoria mais de 87 kg em luta livre e greco-romana em Berlim 1936.